# Polypodium obtusifolium
Polypodium obtusifolium là một loài dương xỉ trong họ Polypodiaceae. Loài này được Schrank mô tả khoa học đầu tiên năm 1785.
Danh pháp khoa học của loài này chưa được làm sáng tỏ. 